# Championnat du monde masculin de basket-ball 1959
Navigation
1954 - Brésil 1963 - Brésil
Le Championnat du monde masculin de basket-ball 1959 s'est déroulé au Chili du 16 au 31 janvier 1959.

## Podium final
Le podium final de ce championnat du monde est :
| Médaille                  | Pays       |
| ------------------------- | ---------- |
| Médaille d'or, monde      | Brésil     |
| Médaille d'argent, monde  | États-Unis |
| Médaille de bronze, monde | Chili      |

## Compétition
Les deux premiers de chaque groupe sont qualifiés pour le tour final. Lors de celui-ci, chaque équipe affronte les six autres du groupe, auquel s'est ajouté le Chili, qualifié d'office pour ce tour final en tant qu'organisateur.
Le classement final s'établit en fonction des classements du tour final et du tournoi de classement.

## Équipes participantes et groupes
| Groupe A Argentine Égypte Taïwan États-Unis | Groupe B Brésil Canada Mexique URSS | Groupe C Bulgarie Philippines Porto Rico Uruguay | Qualifiés pour le tour final Chili |

## Premier tour

### Groupe A
| Rang | Pays       | Pts | V | D |
| ---- | ---------- | --- | - | - |
| 1    | États-Unis | 6   | 3 | 0 |
| 2    | Taïwan     | 5   | 2 | 1 |
| 3    | Argentine  | 4   | 1 | 2 |
| 4    | Égypte     | 3   | 0 | 3 |

### Groupe B
| Rang | Pays    | Pts | V | D |
| ---- | ------- | --- | - | - |
| 1    | Brésil  | 6   | 3 | 0 |
| 2    | URSS    | 5   | 2 | 1 |
| 3    | Canada  | 4   | 1 | 2 |
| 4    | Mexique | 3   | 0 | 3 |

### Groupe C
| Rang | Pays        | Pts | V | D |
| ---- | ----------- | --- | - | - |
| 1    | Bulgarie    | 6   | 3 | 0 |
| 2    | Porto Rico  | 5   | 2 | 1 |
| 3    | Philippines | 4   | 1 | 2 |
| 4    | Uruguay     | 3   | 0 | 3 |

## Groupe D
| Rang | Pays        | Pts | V | D |
| ---- | ----------- | --- | - | - |
| 1    | Philippines | 4   | 2 | 0 |
| 2    | Égypte      | 3   | 1 | 1 |
| 3    | Canada      | 2   | 0 | 2 |

## Groupe E
| Rang | Pays      | Pts | V | D |
| ---- | --------- | --- | - | - |
| 1    | Uruguay   | 4   | 2 | 0 |
| 2    | Argentine | 3   | 1 | 1 |
| 3    | Mexique   | 2   | 0 | 2 |

## Match pour la12eplace
Canada - Mexique : 64 - 56

## Match pour la10eplace
Égypte - Argentine : 59 - 61

## Match pour la8eplace
Philippines - Uruguay : 78 - 70

## Tour final
| Rang | Pays       | Pts | V | D |
| ---- | ---------- | --- | - | - |
| 1    | Brésil     | 11  | 5 | 1 |
| 2    | États-Unis | 10  | 4 | 2 |
| 3    | Chili      | 8   | 2 | 4 |
| 4    | Taïwan     | 8   | 2 | 4 |
| 5    | Porto Rico | 7   | 1 | 5 |
| 6    | URSS       | 11  | 5 | 1 |
| 7    | Bulgarie   | 10  | 4 | 2 |

L'URSS et la Bulgarie ont refusé de rencontrer Taipei lors du tour final et ont été reléguées aux deux dernières places.

## Classement final
| Rang | Équipe      |
| ---- | ----------- |
| 1    | Brésil      |
| 2    | États-Unis  |
| 3    | Chili       |
| 4    | Taïwan      |
| 5    | Porto Rico  |
| 6    | URSS        |
| 7    | Bulgarie    |
| 8    | Philippines |
| 9    | Uruguay     |
| 10   | Argentine   |
| 11   | Égypte      |
| 12   | Canada      |
| 13   | Mexique     |

### Note
Les États-Unis sont représentés par l'équipe de l'US Air Force.